# Mugen (chanson)
Pour les articles homonymes, voir Mugen.
Singles de Nana Mizuki
Shin'ai
(2009) Phantom Minds
(2010)
Mugen (夢幻) est le 20e single de la chanteuse et seiyū japonaise Nana Mizuki sorti le 28 octobre 2009 sous le label King Records. Il arrive 3e à l'Oricon. Il se vend à 44 718 exemplaires la première semaine et reste classé 15 semaines pour un total de 64 989 exemplaires vendus.
Mugen a été utilisé comme thème d'ouverture pour la saison 2 de l'anime White Album, et comme thème pour la publicité Animelo Mix. Tenkuu no Canaria a été utilisé comme thème d'ouverture pour l'OAV Tales of Symphonia the Animation Tethe'alla-hen. Et Dear Dream a été utilisé comme thème musical pour l'émission Card Gakuen. Mugen se trouve sur l'album Impact Exciter.

## Liste des titres
| 1. | Mugen (夢幻 (lit. Infini)                                    | Nana Mizuki               | Noriyasu Agematsu/Junpei Fujita    | 4:56 |
| 2. | Tenkuu no Canaria (天空のカナリア (lit. Les canaris au loin) | Hibiki                    | Yuusuke Katou                      | 4:41 |
| 3. | Dear Dream (lit. Cher rêve)                                  | Shihori                   | Shihori/Shinya Saitou, IPEMOTO     | 4:21 |
| 4. | Stories (STORIES (lit. histoires)                            | Leo Kanda, Kazunori Saita | Yoshihiro Saitou/Takahiro Furukawa | 4:21 |